# Romolo Nottaris
Pas d'image ? Cliquez ici
Romolo Nottaris, né le 9 juillet 1946 à Lugano en Suisse, est un alpiniste, guide de montagne et documentariste de nationalité suisse.
Il est l'un des promoteurs du « style alpin », c'est-à-dire une ascension sans sherpa, masque à oxygène ni cordes fixes pré-installées.

## Biographie
En 1978, Romolo Nottaris fonde New Rock, une société qui s'occupe du commerce d'articles sportifs de montagne. Il peut ainsi financer ses expéditions et sponsoriser des alpinistes, en particulier Ueli Steck et les frères Anthamatten.
En 1983, il organise la première expédition tessinoise à l'Himalaya. Il revient plusieurs fois à l'Himalaya, en particulier avec Erhard Loretan et Jean Troillet. Outre l'Himalaya, l'Alaska, la Patagonie et l'Antarctique sont les régions où Nottaris a organisé des expéditions et produit des documentaires.

## Principales expéditions[4]
- Aconcagua (6 962 m), 1977[5]
- Pumori (7 161 m) 1978
- Makalu (8 462 m), 1981
- Gasherbrum II (8 035 m), 1981
- Makalu (8 462 m), 1982 avec Jean Troillet (sommet pas atteint à cause de la neige)
- Mont McKinley (6 190 m), 1982
- Everest (8 849 m), 1983 avec Jean Troillet (sommet pas atteint à cause de la neige)
- Makalu (8 462 m), 1984
- Mont Epperly (4 359 m), 1995 Antarctique avec Erhard Loretan[6]
- Pumori (7 161 m), 2002 avec Erhard Loretan
- Cerro Torre Cumbre (3 128 m), 2006 (Cumbre est un documentaire avec Erhard Loretan)
- Massif Vinson (4 892 m) Antarctique
- Mont Sarmiento (2 246 m) 2010

## Documentaires
- Cerro Torre Cumbre (Interview de Marco Pedrini, film de Fulvio Mariani), 1986
- Mountain bike: Aconcagua (7 035 m) (film avec Fulvio Mariani), 1989
- White-Out (Mont Epperly avec Erhard Loretan), 1996
- La danse du phoque léopard
- Trois pas dans le règne du fantastique (avec Gianluigi Quarti), 2005
- La magie du continent blanc (film avec Fulvio Mariani), 2013

## Écrits
- Pumori: ticinesi in Himalaya del Nepal, Agno, 1980
- Fascino dell'Himalaya: Makalu 8 478 m, 1 tentativo invernale: Gasherbrum 2 8 035 m, Agno, 1981 (con T. Zünd)
- Antartide: ancora una leggenda, ADV, 1993 (texte de Gianni Caverzasio, photos de Romolo Nottaris)